# Émile Vardannes
Antonin Bénévent, dit Émile Vardannes (ou Emilio Vardannes en Italie) , né à Paris 7e le 13 janvier 1873 et mort à Paris 12e le 13 décembre 1951, est un acteur et réalisateur français.
Il est l'oncle de l'acteur Noël Roquevert (Noël Bénévent à l'état-civil).

## Biographie
Fils d'un ancien officier de santé devenu dentiste à Grenoble, Antonin Bénévent s'engage dans l'armée à 19 ans et fait la campagne d'Algérie entre juin 1892 et juin 1896 dans le 3ème régiment de Zouaves où il est affecté comme tambour. De retour à la vie civile, il devient comédien ambulant avec son frère Auguste (1862-1937), père de Noël Roquevert, au sein du Théâtre Bénévent, une compagnie théâtrale familiale qui tournait essentiellement dans l'ouest de la France. Puis il monte à Paris où il est engagé à l' Eden-Comédie et prend alors le pseudonyme d'Émile Vardannes. 
On ignore dans quelles circonstances il est amené a entreprendre une carrière d'acteur et de réalisateur de cinéma en Italie. Toujours est-il qu'il est engagé en 1909 par l'Itala Film à Turin où il se fait connaitre comme acteur comique sous le pseudonyme de « Toto », puis sous celui de « Boniface » (Bonifacio en Italie) en passant à la Milano Films.
Rappelé sous les drapeaux en août 1914, il est d'abord affecté dans l'infanterie territoriale avant de passer en mai 1916 au 20e escadron du Train où il est promu au grade de brigadier un an plus tard. Démobilisé en janvier 1919, il retourne en Italie où il reprend ses activités.
Vardannes revient définitivement en France dix ans plus tard, au moment de l'avènement du cinéma parlant. Il apparait à l'écran pour la dernière fois dans un film de Pierre Prévert en 1943. Il a alors 70 ans.

## Carrière au théâtre
- 1907 : Le Crime d'un fils, drame en 5 actes de Decory et Lefebvre, à l'Eden-Comédie (7-13 décembre) : Jolicoeur
- 1907 : Claudine à Paris, comédie en 4 actes de Willy et Luvey, d'après le roman de Colette, à l'Eden-Comédie (21 décembre) : l'oncle de Luce
- 1907 : Gigolette, drame en 5 actes et 8 tableaux de Pierre Decourcelle et Edmond Tarbé des Sablons, à l'Eden-Comédie (décembre) : le Grand Charles
- 1908 : Le Petit Jacques, drame en 5 actes et 8 tableaux de William Busnach, d'après le roman de Jules Clarétie, à l'Eden-Comédie (janvier) : le comte Maximieux
- 1908 : Le Friquet, comédie en 4 actes de Willy, à l'Eden-Comédie (18 janvier) : Jacobson
- 1908 : Le Bâtard rouge, drame de cape et d'épée en 5 actes et 6 tableaux de Rodolphe Bringer et Gaston Rennes, à l'Eden-Comédie (25 janvier) : Bourniquet
- 1908 : La Baillonnée, drame en 2 parties, 5 actes et 8 tableaux de Pierre Decourcelle et Paul Rouget, à l'Eden-Comédie (1er février) : Anatole
- 1908 : Fleur de trottoir, drame réaliste en 4 actes de Nader, à l'Eden-Comédie (11 février) : Julot
- 1908 : La Belle au bois dormant, drame en 5 actes et 8 tableaux d'Octave Feuillet, à l'Eden-Comédie (février) : Noël
- 1908 : L'Âge d'aimer, comédie en 4 actes de Pierre Wolff, à l'Eden-Comédie (22 février) : le jardinier
- 1908 : Bouffe-La-Route, vaudeville en 3 actes de Xanrof et Kraatz, à l'Eden-Comédie (15 février) : Eustache Montardet
- 1908 : Une Tasse de thé, comédie en 1 acte de Charles Nuitter et  J. Derley, à l'Eden-Comédie (22 février) : Camouflet
- 1908 : La Bande à Fifi, drame en 5 actes et 8 tableaux de Gardel-Hervé et Maurice Varret, à l'Eden-Comédie (29 février) : Soufflard
- 1908 : Napoléon III, drame historique en 5 actes et 8 tableaux de Jean Jullien et Marcel Priollet, à l'Eden-Comédie (7 mars) : Pompinel
- 1908 : La Tour de Nesle, drame historique en 5 actes et 9 tableaux d'Alexandre Dumas et Frédéric Gaillardet, à l'Eden-Comédie (4 avril) : Landry
- 1908 : La Fleuriste des Halles, drame en 5 actes et 7 tableaux d'Henri Demesse, à l'Eden-Comédie (11 avril) : Nicolas
- 1908 : Les Plumes du geai, comédie en 4 actes de Jean Jullien, à l'Eden-Comédie (25 avril) : Collières
- 1908 : Miss Helyett, opérette en 3 actes, livret de Maxime Boucheron, musique d'Edmond Audran, à l'Eden-Comédie (avril) : James
- 1908 : Nana, drame en 5 actes de William Busnach, d'après le roman d'Émile Zola, à l'Eden-Comédie (2 mai) : Steimer

## Carrière au cinéma
en Italie, comme acteur
- 1909 : Il Natale di Toto d'Ernesto Maria Pasquali : Toto
- 1913 : Plus fort que Sherlock Holmes (Più forte che Sherlock Holmes) de Giovanni Pastrone : Totò
- 1914 : Cabiria de Giovanni Pastrone : Hannibal
- 1920 : La trilogia di Maciste de Carlo Campogalliani
- 1920 : In terra sarda de Luigi Romano Borgnetto
- 1921 : Maciste salvato dalle acque de Luigi Romano Borgnetto
- 1921 : Maciste in vacanza de Luigi Romano Borgnetto
- 1921 : La Pluie de diamants (La pioggia dei diamenti) de Pier Angelo Mazzolotti
- 1921 : Il povero Piero de Umberto Mozzato
- 1921 : Il cadavere vivente de Pier Angelo Mazzolotti
- 1921 : La modella di Tiziano de Paolo Trinchera
- 1921 : La rivincita di Maciste de Luigi Romano Borgnetto
- 1922 : Il misterio di Bernardo Brown, de Ermanno Geymonat
- 1924 : La congiura di San Marco de Domenico Gaido : Stefano Donato
- 1924 : Doublure de Prince (Saetta, principe per un giorno) de Mario Camerini
- 1925 : Il cavaliere senza paura de Giuseppe De Liguoro
- 1925 : Nostradamus, de Mario Roncoroni
- 1925 : Hôtel Saint-Pol de Mario Roncoroni
- 1926 : La Donna carnefice nel paese dell'oro de Mario Guaita, sur un scénario de Renée Deliot
- 1926 : Garibaldi e i suoi tempi de Silvio Laurenti Rosa

en Italie, comme réalisateur
- 1910 : La Conquête du général (La conquista del generale)
- 1911 : Le Sabre émoussé (La sciabola spuntata)
- 1912 : Monsieur Sans-Gêne
- 1912 : Le Balai du mari (La scopa del marito)
- 1912 : Sur la pointe du nez (Sulla punta del naso]
- 1912 : L'Avaleur de sabre (Il trangugiatore di sciabole)
- 1913 : Amour et rousse (Amore e astuzia)
- 1913 : Un matrimonio ben assortito
- 1913 : Una partita di lawn-tennis
- 1913 : Un Type embêtant (Un tipo seccante)
- 1914 : Entre les flammes d'amour et les autres (Tra le fiamme d'amore e le altre)
- 1923 : Saetta contra la ghigliottina

en Italie, comme acteur et réalisateur
- 1910 : Toto giocoliere, court-métrage de et avec Emilio Vardannes : Toto
- 1911 : Toto e la bandiera, court-métrage de et avec Emilio Vardannes : Toto
- 1911 : Toto sul palcoscenico, court-métrage de et avec Emilio Vardannes : Toto
- 1911 : Toto et l'oeuf de Pâques (Toto e l'uovo di Pasqua), court-métrage de et avec Emilio Vardannes : Toto
- 1911 : Toto dimagrisce, court-métrage de et avec Emilio Vardannes : Toto
- 1911 : Toto enthousiasmé par la mode (Toto entusiasta della nuova moda), court-métrage de et avec Emilio Vardannes : Toto
- 1911 : Toto sans eau (Toto senz'acqua), court-métrage de et avec Emilio Vardannes : Toto
- 1911 : La Charette de Toto (Il carretto di Toto), court-métrage de et avec Emilio Vardannes : Toto
- 1911 : Papillons de Toto (La farfalla di Toto), court-métrage de et avec Emilio Vardannes : Toto
- 1912 : Toto a fait un héritage (Toto ha ereditato), court-métrage de et avec Emilio Vardannes : Toto
- 1913 : Boniface commis de magasin : Boniface
- 1914 : Les Dangers des travestissements (I pericoli dei travestimenti) de et avec Emilio Vardannes
- 1920 : L'oro degli Azteki de Umberto Mozzato et de (et avec) Emilio Vardannes

en France, comme acteur
- 1929 : La Marche nuptiale d'André Hugon
- 1929 : Peau de pêche, de Jean-Benoît Lévy et Marie Epstein : le fermier
- 1929 : L'Arpète de E.B. Donatien : Roquedufer
- 1929 : Le Collier de la reine de Tony Lekain et Gaston Ravel : le marquis de Launay
- 1930 : L'Escale de Jean Gourguet
- 1931 : Le Juif polonais de Jean Kemm
- 1933 : Gosses de misère / Bagnes d'enfants de Georges Gauthier
- 1943 : Adieu Léonard de Pierre Prévert : le vieux monsieur.